# Unión Librepensadora
La Unión Librepensadora (en alemán: Freisinnige Vereinigung, abreviado FVg o FrVgg) fue un partido político alemán de ideología liberal que existió en la época del Imperio alemán, entre 1893 y 1910.

## Historia
Dentro de su predecesor, el Partido Librepensador Alemán (DFP), siempre había habido tensiones entre las alas izquierdista y moderada; otro punto polémico fue el estilo personalista del líder del partido, Eugen Richter. Cuando el canciller Leo von Caprivi presentó un proyecto de ley en el Reichstag el 6 de mayo de 1893, siete representantes del DFP, entre ellos Georg von Siemens, decidieron votar a favor. En consecuencia, Eugen Richter instó con éxito la expulsión de aquellos miembros; otros miembros del ala moderada, incluyendo a Ludwig Bamberger y Theodor Barth abandonaron voluntariamente el partido y formaron la Unión Librepensadora. El ala liberal-progresista del DFP, leal a Richter, se concentró en un nuevo Partido Popular Librepensador.
El nuevo partido se centró en las posiciones clásica y económicamente liberales. En las elecciones de 1893 ganó 13 escaños. La Unión era inicialmente más una alianza electoral que un verdadero partido. Su estructura organizativa era muy débil. Sus principales apoyos se encontraban en el norte y el este de Alemania.
Junto con el gobernante Partido Nacional Liberal y, a diferencia del Partido Librepensador, la Unión Librepensadora sí apoyó la carrera armamentista de la Armada Imperial y la política colonial alemana en el exterior.
En las elecciones de 1903 el partido sufrió importantes pérdidas electorales, pero la Asociación Nacional Social (NSV), dirigida por Friedrich Naumann, se fusionó con la Unión. Esto trajo nuevos miembros al partido, entre ellos Hellmut von Gerlach. Tanto la estructura de la organización como la perspectiva programática cambiaron tras la fusión. Influenciado por las ideas de Joseph Chamberlain, el partido tendía ahora a la compasión hacia las masas obreras, pero también trató de fortalecer la posición nacional de Alemania hacia el exterior mediante el cierre de las filas de la clase media y trabajadora.
Desde 1905 en adelante, la Unión cooperó cada vez más con los otros partidos liberales de izquierda, el Partido Popular Librepensador (FVp) y el Partido Popular Alemán (DtVP). En 1907, las tres partidos elaboraron un programa electoral común para las elecciones al Reichstag. Después, formaron un grupo parlamentario común, el Bloque Bülow junto con los conservadores y los liberales nacionales, en apoyo del canciller Bernhard von Bülow.
En 1910 la Unión Librepensadora, el FVp y el DtVP se fusionaron para crear a su vez el Partido Popular Progresista (Fortschrittliche Volkspartei, FVP).

## Miembros destacados

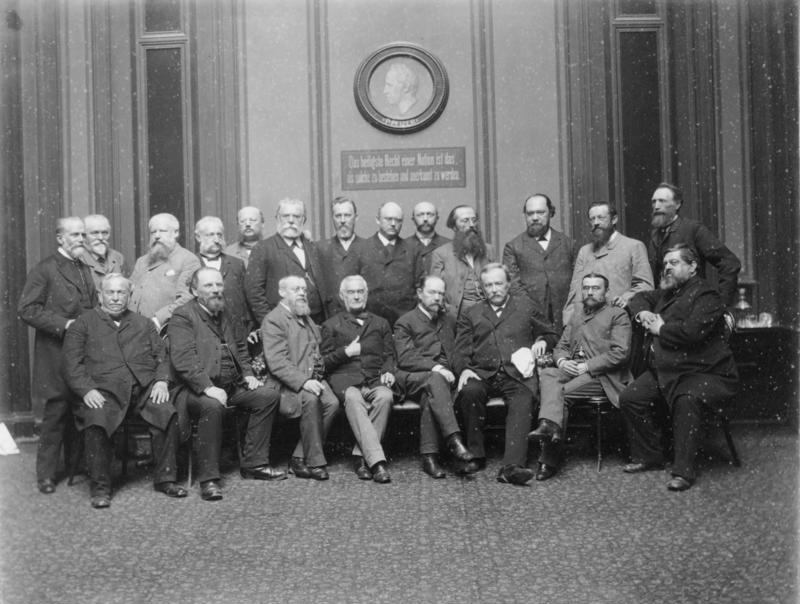
Miembros del grupo parlamentario del partido en el Reichstag, 1889.

| - Ludwig Bamberger - Theodor Barth - Gertrud Bäumer - Rudolf Breitscheid - Lujo Brentano - Max Broemel - Hellmut von Gerlach - Otto Gildemeister - Georg Gothein - Albert Hänel - Helene Lange | - Franz von Liszt - Karl Mommsen - Theodor Mommsen - Friedrich Naumann - Hermann Pachnicke - Hugo Preuß - Heinrich Rickert - Richard Roesicke - Karl Schrader - Gerhart von Schulze-Gaevernitz - Georg von Siemens |